# Quando la vendetta ha 4 braccia!
Quando la vendetta ha 4 braccia! (No Retreat, No Surrender 3: Blood Brothers, conosciuto anche come American Kickboxing) è un film del 1990 diretto da Lucas Lowe.